# Gare de Morumbi
Ne doit pas être confondu avec Morumbi (métro de São Paulo) ou São Paulo-Morumbi (métro de São Paulo).
La gare de Morumbi est une gare ferroviaire de la ligne 9-Émeraude de ViaMobilidade. Elle est située sur l'avenue João Dória à São Paulo au Brésil.

## Situation sur le réseau
La gare de Morumbi est située sur la ligne 9 de la CPTM, entre la gare de Berrini, en direction de la gare d'Osasco, et la gare de Granja Julieta, en direction de la gare de Grajaú.

## Histoire
La gare de Morumbi est construite et inaugurée par l'Estrada de Ferro Sorocabana (avec la branche Jurubatuba) le 25 janvier 1957. La gare doit son nom de Morumbi en raison de la proximité du pont de Morumbi sur la rivière Pinheiros.
Son bâtiment est démoli dans les années 1970 par la FEPASA, lors de la rénovation des trains de banlieue. Faute de moyens, son projet de reconstruction est paralysé tout au long des années 1980, pour ne reprendre qu'en 1994, lorsque le projet architectural est contracté par l'architecte Luiz Carlos Esteves. En 1992, la CPTM lance le projet de Dynamisation Sud, qui vise à compléter les travaux des gares manquantes de cette ligne. Après une tentative infructueuse de démarrage des travaux en 1994, la CPTM a réalisé avec succès l'appel d'offres n° 80866, divisant les travaux des nouvelles gares de la Ligne Sud (actuellement Ligne 9) en quatre lots. La gare de Morumbi a été incluse dans le lot 3, à côté de la gare de Granja Julieta. Ce lot a été remporté par Construtora Dumez S/A et GTM S/A, qui ont signé, le 4 juillet 1997, le contrat numéro 80866102202, d'un montant de 11,514 millions de reais et avec un délai de dix-huit mois pour terminer les travaux. La station a été reconstruite à un endroit différent de la station EFS au tournant du millénaire et a rouvert le 30 juin 2000,.

## Services aux voyageurs

### Accès et accueil
Accessible par l'avenue João Dóriau, une passerelle sur la voie Professor Simão Faiguenboim permet de rejoindre une mezzanine d'embarquement, des escaliers et ascenseurs permettent de descendre au niveau du quai central.

### Desserte
Elle est desservie par les trains de la CPTM circulant sur la ligne 9.

Installations et desserte
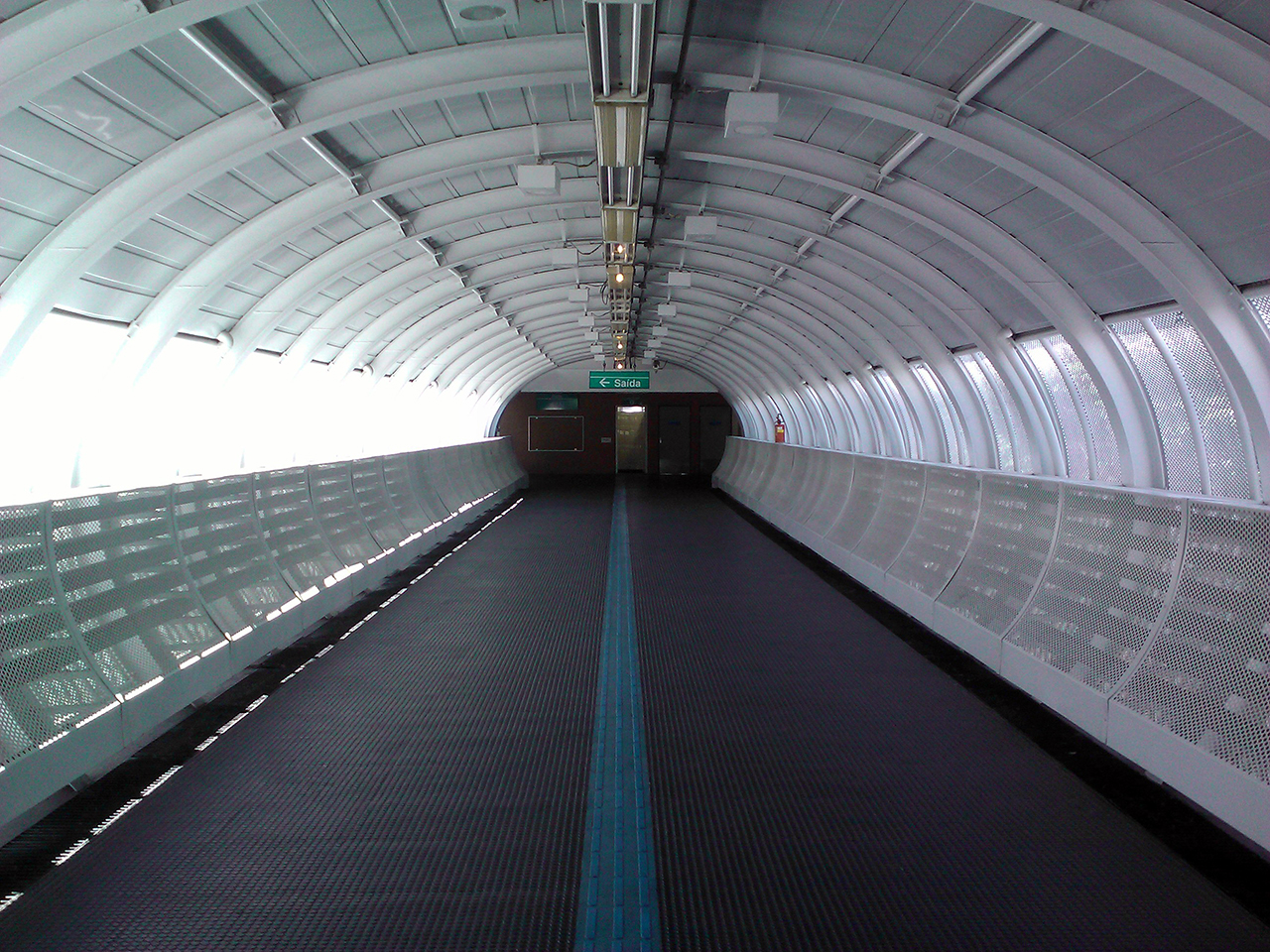
passerelle
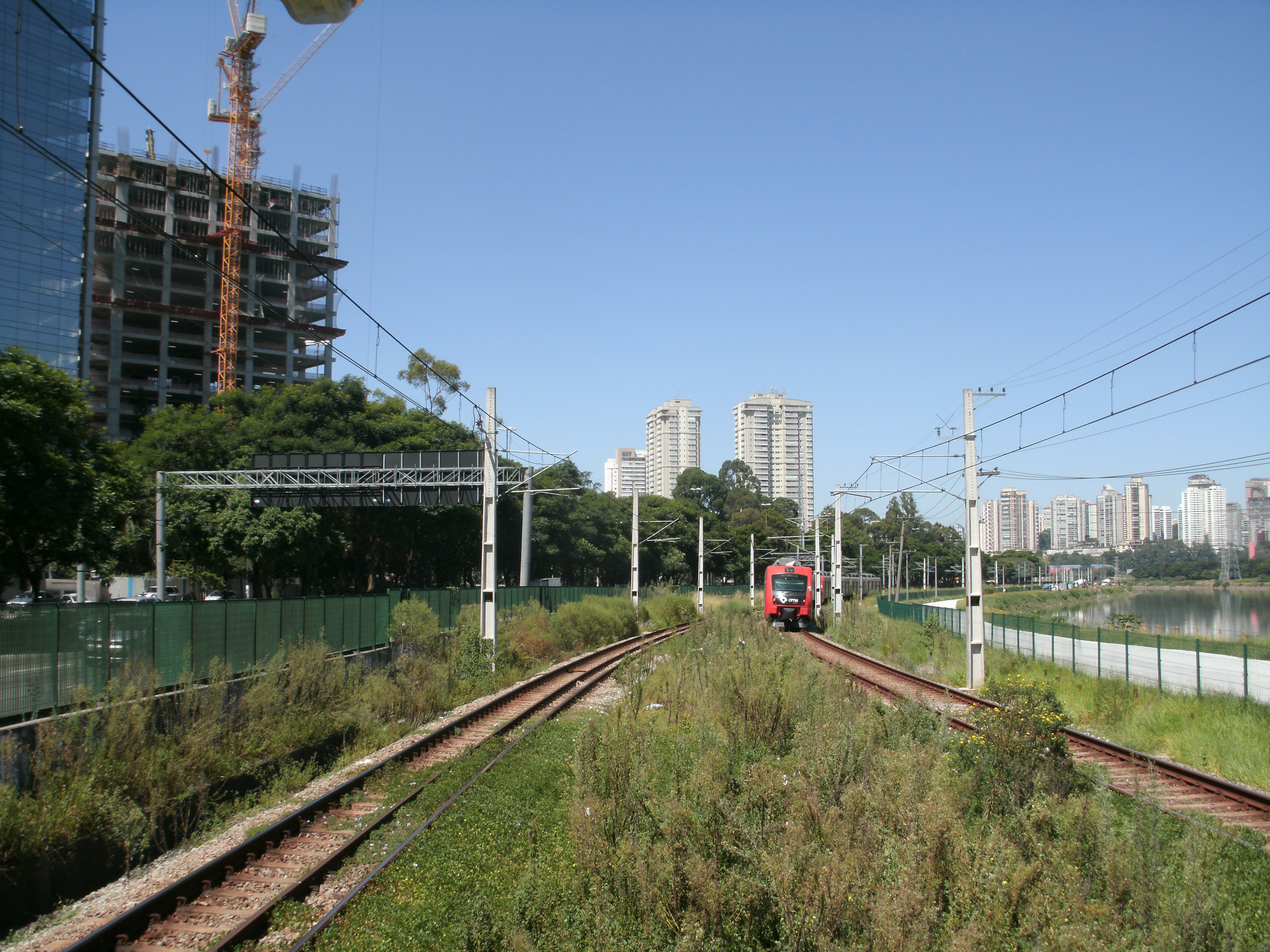
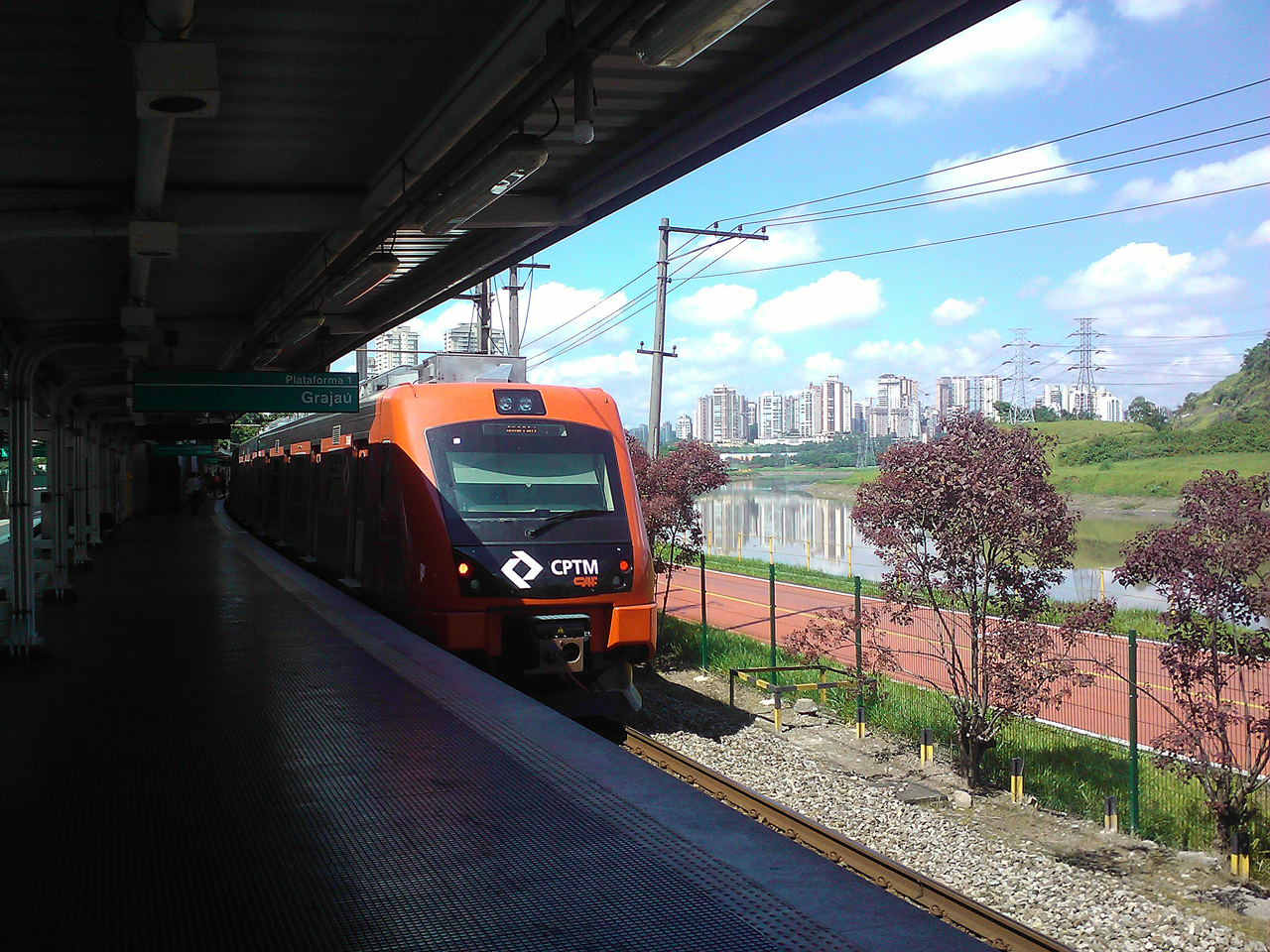

## Projets
La correspondance avec la station Morumbi du métro de São Paulo est prévue pour 2023.

## À proximité
- Morumbi Shopping
- Shopping Market Place
- Shopping Parque das Nações

## Projets
Il est prévu, en 2023, qu'elle soit en correspondance avec la station Morumbi de la ligne 17 du métro de São Paulo.